# Фіалка багнова
Фіалка багнова або фіялка багнова (Viola uliginosa) — вид трав'янистих рослин родини фіалкові (Violaceae), поширений у центральній і східній частинах Європи.

## Опис

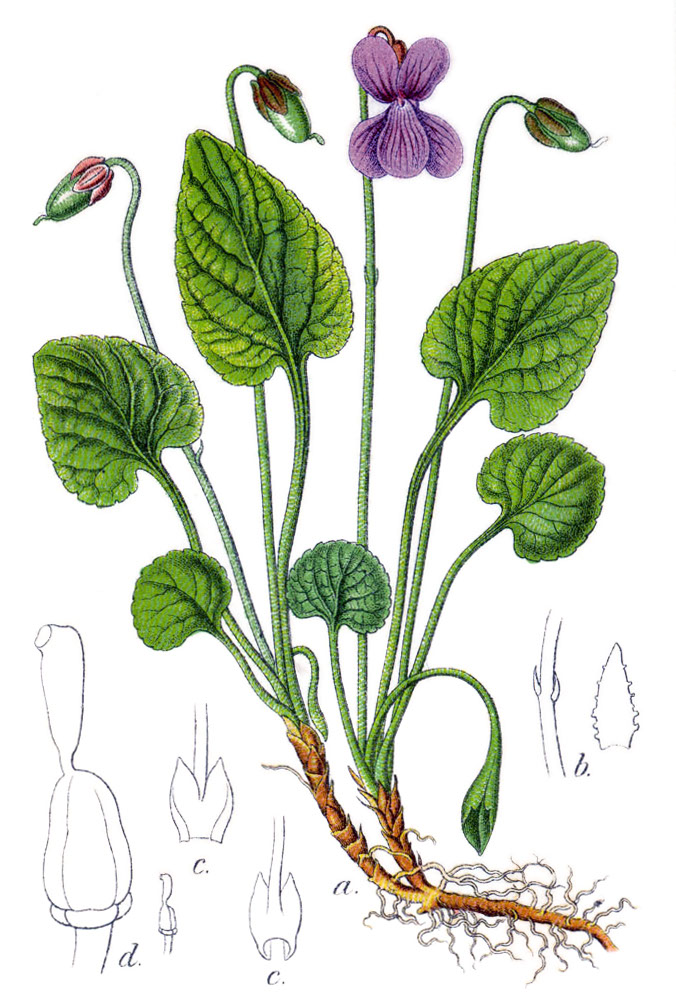

Багаторічна рослина 5–20 см заввишки. Прилистками майже до середини зрощені між собою і з черешками, яйцеподібні або яйцеподібно-ланцетні. Квітки фіолетові, одиночні, великі, діаметром 20–30 мм, без запаху. Коріння повзуче. Стебло майже безлисте. Листя у базальній розетці; листові пластини яйцеподібно-серцеподібні, туповерхі, з закругленими зубами, голі, світло-синювато-зелені, базальний виріз мілкий і широкий. Пелюсток 5, чашолистків 5, тичинок 5. Плоди: 3-дольні коробочки..

## Поширення
Європа: Білорусь, Естонія, Латвія, Литва, Молдова, Росія; Україна, Німеччина, Польща, Данія, Фінляндія, Швеція, Хорватія, Словенія, Сербія, Румунія. Населяє прибережні луки, луки, багаті змішані болота, періодично затоплені болота.
В Україні зростає на болотах, заболочених місцях — у Закарпатті рідко; в Поліссі звичайно; в Лівобережному Лісостепу зрідка. Декоративна. Входить у переліки видів, які перебувають під загрозою зникнення на територіях Закарпатської, Київської, Сумської областей.